# Дипломатически мисии на Хърватия
Това е списък на посолствата и консулствата на Хърватия по целия свят.

## Европа
- Австрия
  - Виена (посолство)
- Албания
  - Тирана (посолство)
- Белгия
  - Брюксел (посолство)
- Босна и Херцеговина
  - Сараево (посолство)
  - Баня Лука (генерално консулство)
  - Мостар (генерално консулство)
  - Тузла (генерално консулство)
- България
  - София (посолство)
- Ватикан
  - Ватикана (посолство)
- Великобритания
  - Лондон (посолство)
- Германия
  - Берлин (посолство)
  - Дюселдорф (генерално консулство)
  - Мюнхен (генерално консулство)
  - Франкфурт (генерално консулство)
  - Хамбург (генерално консулство)
  - Щутгарт (генерално консулство)
- Гърция
  - Атина (посолство)
  - Солун (консулство)
- Дания
  - Копенхаген (посолство)
  - Орхус (генерално консулство)
- Ирландия
  - Дъблин (посолство)
- Испания
  - Мадрид (посолство)
- Италия
  - Рим (посолство)
  - Милано (генерално консулство)
  - Триест (генерално консулство)
- Косово
  - Прищина (офис)
- Северна Македония
  - Скопие (посолство)
  - Битоля (консулство)
- Норвегия
  - Осло (посолство)
- Полша
  - Варшава (посолство)
- Португалия
  - Лисабон (посолство)
- Румъния
  - Букурещ (посолство)
  - Ресита (консулство)
- Русия
  - Москва (посолство)
- Словакия
  - Братислава (посолство)
- Словения
  - Любляна (посолство)
  - Копер (консулство)
  - Марибор (консулство)
- Сърбия
  - Белград (посолство)
  - Суботица (генерално консулство)
- Украйна
  - Киев (посолство)
- Унгария
  - Будапеща (посолство)
  - Печ (генерално консулство)
  - Надканижа (консулство)
- Финландия
  - Хелзинки (посолство)
- Франция
  - Париж (посолство)
- Нидерландия
  - Хага (посолство)
- Черна гора
  - Подгорица (посолство)
  - Котор (генерално консулство)
- Чехия
  - Прага (посолство)
- Швейцария
  - Берн (посолство)
  - Цюрих (генерално консулство)
- Швеция
  - Стокхолм (посолство)

## Северна Америка
- Канада
  - Отава (посолство)
  - Мисисага (генерално консулство)
- САЩ
  - Вашингтон (посолство)
  - Чикаго (генерално консулство)
  - Лос Анджелис (генерално консулство)
  - Ню Йорк (генерално консулство)
  - Сейнт Пол (генерално консулство)

## Южна Америка
- Аржентина
  - Буенос Айрес (посолство)
- Бразилия
  - Бразилия (посолство)
- Чили
  - Сантяго де Чиле (посолство)

## Африка
- Алжир
  - Алжир (посолство)
- Египет
  - Кайро (посолство)
- Либия
  - Триполи (посолство)
- Мароко
  - Рабат (посолство)
- ЮАР
  - Претория (посолство)

## Азия
- Израел
  - Тел Авив (посолство)
- Индия
  - Ню Делхи (посолство)
- Индонезия
  - Джакарта (посолство)
- Иран
  - Техеран (посолство)
- Китай
  - Пекин (посолство)
- Малайзия
  - Куала Лумпур (посолство)
- Турция
  - Анкара (посолство)
  - Измир (генерално консулство)
  - Истанбул (генерално консулство)
- Япония
  - Токио (посолство)

## Океания
- Австралия
  - Канбера (посолство)
  - Мелбърн (генерално консулство)
  - Пърт (генерално консулство)
  - Сидни (генерално консулство)

## Междудържавни организации
- - Брюксел - ЕС
  - Брюксел - НАТО
  - Виена - ООН
  - Виена - ОССЕ
  - Женева - ООН
  - Ню Йорк - ООН
  - Париж - ЮНЕСКО
  - Страсбург - Съвет на Европа